# Intercity (album)
Intercity är ett musikalbum från 1989 med Ted Ström, som också skrev all text och musik.
Inspelning och mixning skedde i januari-februari 1989 i Studio Kuling, Örebro. Producerad av Ted Ström, tekniker Jonas Kuling. Skivnumret är Frituna 240-1.
Thorsten Flinck gav på sitt album "En dans på knivens egg" (2012) ut en coverversion av Efter alla dessa år.

## Låtlista
Sid 1:
1. Som sommarnatten själv
2. Intercity
3. Skuggornas hotell
4. Mannen som såg tågen gå förbi
5. Stilla flyter Värtan
6. Höjdhopparen

Sida 2:
1. I skorpioners levnad
2. Efter alla dessa år
3. Den siste entusiasten
4. Dom döda skeppens kaj
5. Tre kärlekar

## Medverkande musiker
- Annica Boller, sång
- Peter Bryngelsson, gitarrer
- Martin Flodin, congas, piano, slagverk, synth, regnsynthar, effekt- och trumpetsynthar, vispar, programmering
- Olle Gustafsson, gitarrer, kör
- Michael Hagberg, bas
- Björn Holmsten, altsax, sopransax, klarinett
- Sören Olsson, kör
- Richard Sievert, trummor, slagverk, cymbaler
- Ted Ström, sång, piano, keyboards, synthar, kör